# Népal aux Jeux olympiques de la jeunesse d'hiver de 2016
Le Népal participe aux Jeux olympiques de la jeunesse d'hiver de 2016 à Lillehammer en Norvège du 12 au 21 février 2016. Un athlète représente le pays pour cette édition.

## Résultats

### Ski alpin
| Athlète             | Épreuve      | Finale          | Finale          | Finale          | Finale          |
| Athlète             | Épreuve      | Manche 1        | Manche 2        | Total           | Rang            |
| ------------------- | ------------ | --------------- | --------------- | --------------- | --------------- |
| Saphal-Ram Shrestha | Slalom       | N'a pas terminé | N'a pas terminé | N'a pas terminé | N'a pas terminé |
| Saphal-Ram Shrestha | Slalom géant | N'a pas terminé | N'a pas terminé | N'a pas terminé | N'a pas terminé |